# Elmenhorst (Stormarn)
Elmenhorst è un comune di 2.495 abitanti dello Schleswig-Holstein, in Germania.
Appartiene al circondario (Kreis) di Stormarn (targa OD) ed è parte della comunità amministrativa (Amt) di Bargteheide-Land.